# Allucinazione perversa
Allucinazione perversa (Jacob's Ladder) è un film del 1990 diretto da Adrian Lyne.

## Trama
Jacob è un reduce della guerra del Vietnam che lavora presso le poste di New York, nonostante abbia una laurea magistrale in filosofia presso il Brooklyn College e doti spiccate per una svolta professionale. Egli tuttavia non è più particolarmente competitivo: dopo gli sconvolgenti avvenimenti del Vietnam, dove i commilitoni lo chiamavano professore, si è arreso alla vita e, testualmente, non ha voluto più pensare. Oltre a ciò, tempo prima, il suo figlio primogenito Gabe (Gabriel) era stato investito da un automobilista: la sua morte aveva portato alla rottura con la moglie Sarah . Jacob si è rifatto quindi una vita con Jezebel, e con lei vive felice ma più modestamente, finché un giorno non comincia a subire continui flashback di memoria della sua esperienza di guerra e non iniziano ad accadergli strani avvenimenti.
Perseguitato da strane figure, proprio in occasione del funerale di un commilitone, saltato in aria con l'automobile (come lo psichiatra del servizio reduci), ricostruisce con i suoi ex compagni di plotone ciò che era successo loro in Vietnam. Forte di tutte le informazioni raccolte, si rivolge con i suoi compagni ad un avvocato ma, improvvisamente, più nessuno sembra voler appoggiare la sua tesi. Jacob, che viene persino rapito, picchiato e quasi ucciso prima di riuscire a scappare da un'automobile degli agenti, scopre che il governo o i militari stanno tentando di tappare loro la bocca. Viene finalmente contattato dal chimico responsabile di alcune sperimentazioni segrete che, ricattato dai militari dopo il primo giorno di prigione per un reato commesso e spedito in Vietnam per due anni in cambio dell'estinzione della pena, aveva isolato la scala, una droga che induceva un'aggressività senza freni, testata sui primati e sui vietcong, efficace ma con effetti spaventosi. In questo modo Jacob scopre che in realtà, durante la guerra, egli e suoi commilitoni erano stati sottoposti alla sperimentazione di tale potente agente chimico in grado di trasformare gli uomini in violente macchine assassine e che, durante un'annunciata offensiva vietnamita, i soldati cavia avevano cominciato a combattere aggressivamente ma anche ad uccidersi a vicenda (come i vietcong nel test).
Nello sconforto assoluto, Jacob inizia ad avere allucinazioni raccapriccianti di demoni che lo torturano e l'unico suo alleato rimane Louis, il suo fisioterapeuta, che gli rimprovera di non saper distinguere destra e sinistra (sentimento e ragione), pur essendo filosofo, e gli confida il suo punto di vista sugli angeli e sui demoni, una teoria che cambierà la percezione della realtà nell'interlocutore. Secondo Louis, infatti, esisterebbero paradiso e inferno secondo il concetto di Meister Eckhart (filosofo domenicano e commentatore della Genesi nonché più volte superiore di conventi ed istituzioni dell'Ordine tra il XIII ed il XIV secolo), e questi due luoghi sarebbero il frutto della percezione dell'uomo: gli angeli si trasformano quindi in demoni solo se è Jacob a volere rimanere attaccato per forza alla vita, se è Jacob a volersi punire e a non lasciare andare la parte cattiva di sé.
Jacob prende allora coscienza della sua condizione ed arriva all'illuminazione: ricorda quindi che in guerra la sperimentazione dell'agente chimico ha portato i membri del suo plotone ad uccidersi barbaramente a vicenda e che alla fine egli stesso è stato colpito da un commilitone. Dopo quest'ultimo flashback, Jacob torna a casa e qui trova ad attenderlo Gabe, il figlio che era stato ucciso, che lo prende per mano e lo porta in cima ad una scala, verso la luce. L'ultima scena rivela quindi che Jacob, portato via in elicottero appeso ad una fune (scala di corda) dal campo di battaglia per le cure, è morto per la ferita da baionetta riportata, e che quindi tutto si è svolto nella sua mente durante quel breve periodo di agonia.

## Produzione
Allucinazione perversa è stato il primo film ad utilizzare l'effetto speciale che aumenta la velocità di movimento della testa degli attori. L'effetto è stato ripreso successivamente in diverse pellicole come, ad esempio, The Ring, Scream e prima ancora La morte ti fa bella, ed in serie televisive anche non di genere thriller, come Ally McBeal e Misfits.
La storia era stata scritta da Bruce Joel Rubin già nei primi anni settanta, ma solo dopo l'apporto di Lyne l'autore riuscì a vederla trasformata in un film. Il titolo originale del film, Jacob's Ladder, si rifà al passo della Bibbia (Genesi 28,12) che dice: [Giacobbe] fece un sogno: una scala poggiava sulla terra, mentre la sua cima raggiungeva il cielo; ed ecco gli angeli di Dio salivano e scendevano su di essa. Secondo la maggior parte delle interpretazioni la scala è il simbolo che collega appunto la Terra con il Paradiso ed è per questo il passaggio dalla vita terrena a quella celeste dei cieli. E questo poi non è che il tema del film. La Bibbia ricorre più volte nel film.
Il film sembra suggerire che, in contrapposizione ai demoni, Louis sia in realtà un angelo, più precisamente l'angelo custode di Jacob, cosa che del resto il protagonista afferma direttamente nel film durante una seduta di pranoterapia. Lo sceneggiatore aveva immaginato demoni e angeli con un aspetto molto più vicino a come vengono descritti nell'iconografia classica, con tridenti e ali piumate, ma il regista decise che uno stampo più vago delle creature avrebbe reso meglio e fatto più paura.
Gli effetti speciali sono stati filmati sul set e non sono il frutto della post produzione.
La stazione della metro di Bergen Street era in realtà un tratto abbandonato, ed è stato quindi necessario ristrutturarla un minimo per farla sembrare ancora in attività. Tutte le pubblicità presenti nei sotterranei della metro di Bergen Street sono pubblicità contro la droga.

## Critica
La critica si è soffermata sui pregi dell'interpretazione del protagonista da parte di Tim Robbins, che controbilancia i difetti della regia patinata ma vacua, mentre altri, sullo stesso sito, elogia l'atmosfera cronenberghiana tra il visionario, l'horror e il thriller psicologico; 
altrove si ribadisce l'apprezzamento nei confronti di Robbins ed insieme si contestualizza l'aspetto onirico nella ripresa di Va' e uccidi.
«... storia sgradevole e cupa, "sporca" nella fotografia e negli argomenti, ma incredibilmente efficace nella sua progressiva discesa verso le tenebre della psiche umana. Di grande suggestione il finale.» *** 

## Citazioni in altri media
La frase pronunciata da Louis (Danny Aiello): "If you're frightened of dying, and you're holding on. You'll see devils tearing your life away. If you've made your peace, then the devils are really angels,... Freeing you from the earth." è stata campionata dagli Unkle nella canzone Rabbit in your headlights dall'album Psyence Fiction (1998) e cantata da Thom Yorke. È inoltre riportata nella parte finale delle canzoni Nostalgic for guillotines dei Boysetsfire e di Forsaken dei VNV Nation.

## Altri media

### Silent Hill
I realizzatori della serie di videogiochi Horror Silent Hill (1999) hanno preso diversi spunti dal film nella creazione di mostri, effetti visivi e atmosfere. Specialmente in Silent Hill 3, con la comparsa del personaggio chiamato Valtiel è possibile individuare immediatamente il riferimento: questo infatti ha la particolarità di muovere la testa in modo convulso come fanno i mostri del film. Altra nota va alle ambientazioni, proprio come nel film, non mancano infatti momenti in cui ci troviamo catapultati in ospedali malsani con grate arrugginite e pareti insanguinate o locazioni desolate come la metropolitana che trasmettono un senso di solitudine e di isolamento. Oltre a questo vengono citati addirittura i luoghi più famosi della pellicola, come Bergen Street, ad esempio. È anche grazie al videogioco che nel tempo, grazie al passa parola, il film è diventato diversi anni dopo un cult movie. Nel quinto capitolo della saga, Silent Hill: Homecoming, ci sono notevoli legami con Allucinazione perversa, a partire dal protagonista (un ex-militare che soffre di allucinazioni) che veste persino gli stessi abiti indossati da Jacob durante l'ultima parte del film.